# Екаллатум
Екаллатум — стародавнє місто у Межиріччі, у середній течії Тигра. Розташовувалось приблизно за 50 км на південь від Ашшура. Був столицею царства Верхньої Месопотамії, заснованого Шамші-Ададом I. Ще за життя останнього на трон Екаллатума був посаджений його старший син Ішме-Даган I.